# Katy Grannan
Katy Grannan (* 1969 in Arlington, Massachusetts) ist eine US-amerikanische Fotografin.

## Leben
Grannan wuchs in ihrer Geburtsstadt auf und schloss an der University of Pennsylvania in Philadelphia ihr Studium der Humanities mit einem Bachelor of Arts (BA) ab. Danach besuchte sie die School of Art der Yale University und studierte dort unter anderem bei dem Straßenfotografen Tod Papageorge. Hier schloss sie mit einem MFA ab.
1998 wurde Grannan durch eine Serie von Porträtfotografien von Personen bekannt, die sie durch Zeitungsanzeigen gesucht und gefunden hatte. In den nächsten acht Jahren arbeitete sie auf diese Art in den nordöstlichen Staaten der USA und fertigte mehrere Serien von Porträts an, deren Titel jeweils Bezug zu den örtlichen Gegebenheiten hatten. Es entstand 2005 der Bildband Model American.
Nach ihrem Umzug nach Kalifornien im Jahre 2006 begann Grannan mit Straßenfotografie, bei der sie sehr oft die Personen vor einen sehr hellen Hintergrund stellt oder auch direkt von der Sonne anstrahlen lässt. Die in San Francisco und Hollywood und später entlang des Highway 99 gefertigten Fotografien wurden in zwei Fotobänden veröffentlicht. In der gleichen Zeit drehte sie auch einen Film über die Bewohner der Siedlungen entlang des Central Valley in Kalifornien mit dem Titel The Nine.
Grannan wurde nach eigenen Aussagen von weiblichen Fotografen wie Nan Goldin und Diane Arbus in ihren Arbeiten beeinflusst.

## Ausstellungen
- 2009: Katy Grannan: The Westerns, London, England.
- 2015: Katy Grannan: The Nine and the Ninety Nine, FOAM Fotografiemuseum Amsterdam. Kataloge der Fraenkel Gallery, San Francisco.[1]

## Film
- The Nine, Trailer auf .